# Meinardus-Gletscher
Der Meinardus-Gletscher ist ein ausladender Gletscher an der Lassiter-Küste des Palmerlands auf der Antarktischen Halbinsel. Er fließt in ostnordöstlicher Richtung bis unmittelbar östlich des Mount Barkow, wo der Haines-Gletscher von Nordwesten einmündet, bevor er schließlich aus östlicher Richtung das New Bedford Inlet unmittelbar westlich des Court-Nunatak erreicht.
Entdeckt wurde er während der United States Antarctic Service Expedition (1939–1941) bei einem Überflug im Dezember 1940. Erste Luftaufnahmen entstanden 1947 bei einem Überflug im Rahmen der Ronne Antarctic Research Expedition (1947–1948) unter der Leitung des US-amerikanischen Polarforschers Finn Ronne, der in Zusammenarbeit mit dem Falkland Islands Dependencies Survey (FIDS) zudem geodätische Vermessungen vornahm. Der FIDS benannte ihn nach dem deutschen Geographen Wilhelm Meinardus (1867–1952), der unter anderem die meteorologischen Ergebnisse der Ersten Deutschen Antarktisexpedition (1901–1903) unter der Leitung Erich von Drygalskis veröffentlichte.